# Psilocybe argentina
Psilocybe argentina är en svampart som först beskrevs av Speg., och fick sitt nu gällande namn av Rolf Singer 1969. Psilocybe argentina ingår i släktet slätskivlingar och familjen Strophariaceae.   Inga underarter finns listade i Catalogue of Life.